# طيور الجنة (قناة)
طيور الجنة قناة فضائية مخصصة للأطفال انطلقت عام 2008 عبر القمر الصناعي نايلسات، وحاليًا هي متاحة على القمر عربسات. تميزت القناة بمجال أغاني وبرامج الأطفال، واعتمدت في برامجها على مقدمين أطفال لسهولة مخاطبة المتابعين الأطفال من خلال أقرانهم بحركاتهم ولعبهم وبراءتهم وابتساماتهم واهتماماتهم. كما يتميز برنامج القناة بالجو العائلي، مما يساعد الأطفال على رؤية أنفسهم من خلال نجوم طيور الجنة عبر الشاشة الصغيرة.
سافرت فرقة طيور الجنة إلى معظم الدول العربية، وقدمت عروضًا وأدت أناشيد أمام الجمهور.

## عن قنوات طيور الجنة
طيور  الجنة 2
هو قناة الثانية تابعة لقناة طيور الجنة بداية البث في 2011 فيه كليبات وبرامج وكرتون وغيرها، ونهاية البث في 2012.
طيور بيبي
قناة فضائية موجهة للأطفال، تحت إدارة خالد مقداد وإشرافه، و مقرها في مدينة عمان بالأردن، وتبث إرسالها من البحرين، وتقدم القناة أناشيد وأغاني للأطفال،

#### على اليوتيوب
- طيور بيبي الإنجليزية

طرحت قناة طيور الجنة النسخة الإنجليزية من قناة طيور بيبي حيث ستقدم أغانيها مستهدفة الأطفال المتحدثين باللغة الإنجليزية ولتستمر طيور الجنة بمسيرتها الإبداعية ليصل صوتها إلى أنحاء العالم.
- طيور بيبي التركية

أطلقت مجموعة طيور الجنة الإعلامية قناتها الجديدة على يوتيوب ضمن سلسلة قنواتها الموجهة للأطفال وهذه المرة للجمهور التركي والناطقين باللغة التركية والتي تحمل اسم Bebek. تقدم القناة الجديدة مجموعة كبيرة من أغاني الأطفال الحصرية والتي أنتجتها طيور الجنة.
- طيور بيبي الفرنسية

استمراراً لمسيرتها التربوية الهادفة والمسلية، أطلقت مجموعة طيور الجنة الإعلامية قناتها الجديدة على يوتيوب باللغة الفرنسية.

## التاريخ
في عام 1994، أسس الفلسطيني الأردني خالد مقداد جوقة أطفال "طيور الجنة"، التي حققت نجاحًا باهرًا. وفي عام 2008، أسس مقداد قناة تلفزيونية تحمل الاسم نفسه. يقع مقرها الرئيسي في عمّان، الأردن، بينما يتم البث من البحرين. تعرض القناة بشكل أساسي فيديوهات موسيقية للأطفال. بالإضافة إلى البرامج التلفزيونية، تنشط قناة "طيور الجنة" أيضًا عبر الإنترنت عبر مختلف منصات التواصل الاجتماعي، بما في ذلك يوتيوب، حيث تملك أكثر من 30 مليون مشترك.

## البرامج
1. نشرة أخبار الدار
2. لحظة بس
3. ألو..طوووط
4. عالهوا سوا
5. عمرة أحباب الله
6. سلة الألوان
7. صحتك بالدنيا مع أسامة النسعة
8. قالتلي العصفورة
9. مناجاة
10. الرسام الصغير
11. أنا أحبكم
12. رياضة x رياضة
13. طيور الجنة في عيونهم
14. أشكال ألوان مع ديمة بشار
15. طيور الخير
16. كواليس
17. ماما قالت
18. ورتل القرآن ترتيلا
19. حكايا جنى
20. حروف الهجاء
21. رمضانيات
22. نصائح رمضانية
23. من أنا
24. مغامرات كامبنج
25. على خطاوي السيلاوي
26. جنغل
27. أنشد لنا
28. إلهي دعوتك
29. بيت الحج
30. ست البيت الصغيرة
31. شموس لا تغيب خالد مقداد وجنى مقداد
32. صوتك كنز
33. عصومي ع الباب

## نجوم طيور الجنة

### النجوم الحاليون
- الوليد مقداد
- المعتصم بالله مقداد
- جنى مقداد
- جاد مقداد
- إياد مقداد
- سند مقداد
- خالد مقداد
- مراد شريف
- براء العويد
- زينب المكحل
- مؤمن الجناني
- إبراهيم السيلاوي
- جوان السيلاوي
- ليليان السيلاوي
- زين مقداد
- يارا مقداد
- بيان بيروتي (أداء في طيور بيبي وطيور الجنة)

### النجوم السابقون
- ديمة بشار
- محمد بشار
- لين الصعيدي
- عمر الصعيدي
- بلال الكبيسي
- أمينة كرم
- ليان سميح
- طيف الزهراني
- عبد الرؤوف العسيري
- أشرف يوسف
- مصطفى العزاوي
- أمل قطامي
- ديما الصعيدي
- ميادة الحاج
- أسامة النسعة
- رغد الوزان
- مجاهد هشام
- شهاب الشعراني

## ألبومات طيور الجنة
- ألبوم طيور الجنة الأول
- ألبوم طيور الجنة الثاني
- ألبوم طيور الجنة الثالث
- ألبوم الطيور الشعبي الأول
- ألبوم الطيور الشعبي الثاني
- ألبوم هذي أيادينا
- ألبوم أنا في الروضة
- ألبوم جيش الدرة
- ألبوم فجر الياسين
- ألبوم كتاكيت
- ألبوم رحلة في عالم الحاسوب
- ألبوم فلسطين يا نور العين
- ألبوم أنا فلة
- ألبوم نحن البلابل
- ألبوم يا مكة الحبيبة
- ألبوم يا طيبة
- ألبوم لبيك رسول الله
- ألبوم ونجحنا
- ألبوم جدول الضرب نشيدي
- ألبوم صغار وبس
- ألبوم الدنيا عيد
- ألبوم بابا تلفون
- ألبوم زينوا الحرم
- ألبوم أهلا رمضان
- ألبوم بالقرآن نحيا
- ألبوم حلوين زي العسل
- ألبوم ليش بتكذب؟
- ألبوم ما أحلاكي
- ألبوم طق طق
- ألبوم عالنور
- ألبوم عيوني تشتاقلو
- ألبوم عالشط
- ألبوم أحلى هدية
- ألبوم بابا ما عاد يكذب
- ألبوم ماما جابت بيبي

## أناشيد طيور الجنة
بعض أناشيد القناة:
| الأنشودة          | المنشد          |
| ----------------- | --------------- |
| يلا حفلة          | فرقة طيور الجنة |
| مرة طلعنا         | فرقة طيور الجنة |
| بابا تلفون        | فرقة طيور الجنة |
| ماما جابت بيبي    | جنى مقداد       |
| بابا جاب لي بالون | جنى مقداد       |
| ملينا             | براء العويد     |
| اليوم العيد       | جنى مقداد       |
| جننتوني           | جنى مقداد       |
| الاشاعات          | براء العويد     |
| ماجينا ماجينا     | مقاديد          |
| كيف الحال         | جنى مقداد       |
| ماما وبابا        | جنى مقداد       |
| يا نبع الحنان     | مقاديد          |

### أناشيد عن البلدان
حينما تسافر القناة إلى بلدٍ ما فإنها تنتج أغنية عن تلك البلدان، وهي:
| البلد                    | الأنشودة                                                |
| ------------------------ | ------------------------------------------------------- |
| السعودية                 | يا السعودية/هية السعودية/سعودية حيها/يا مملكتنا الحبيبة |
| قطر                      | يا قطر                                                  |
| الإمارات العربية المتحدة | إماراتي                                                 |
| عُمان                     | يا السلطنة                                              |
| اليمن                    | هوي اليمن                                               |
| الكويت                   | هيلا يا كويت                                            |
| سوريا                    | ما أحلاها سوريا                                         |
| العراق                   | سير يا دجلة                                             |
| الأردن                   | يا أردننا                                               |
| لبنان                    | يا لبنان                                                |
| فلسطين                   | فلسطين بلادي يا عيني                                    |
| مصر                      | عن مصر متسألنيش/مصر                                     |
| ليبيا                    | ليبيا                                                   |
| تونس                     | يا تونس                                                 |
| الجزائر                  | يا جزائر                                                |
| السودان                  | السودان                                                 |
| المغرب                   | يا مغرب                                                 |
| موريتانيا                | يا موريتانيا                                            |
| الصومال                  | يا صومال                                                |
| جيبوتي                   | يا جيبوتي                                               |

## وصلات خارجية
- الموقع الرسمي لقناة طيور الجنة